# Phrynobatrachus brongersmai
Phrynobatrachus brongersmai é uma espécie de anfíbio gimnofiono da família Phrynobatrachidae. Está presente na Libéria. A UICN classificou-a como deficiente de dados.